# Handsome Devil
Handsome Devil is een Ierse dramafilm uit 2016 onder een regie van John Butler. De film werd voor het eerst vertoond op het Internationaal filmfestival van Toronto 2016.
Hoofdrollen worden gespeeld door Fionn O'Shea, Nicholas Galitzine, Andrew Scott en Moe Dunford.

## Verhaal
Ned Roche is een zestienjarige jongen die van zijn vader al enkele jaren met tegenzin verplicht naar een elitaire kostschool moet gaan. Deze school is in de ban van rugby, een sport die Ned haat. Hij wil zo min mogelijk met de spelers van het team als hun supporters contact hebben. Aangezien zowat iedereen of lid of supporter is, heeft Ned geen vrienden en sluit hij zich volledig af. Hij heeft de directie destijds zelfs kunnen overtuigen om zijn eigen kamer te hebben. Daardoor is hij een mikpunt van spot en verder gaat het gerucht rond dat hij homoseksueel zou zijn.
Het leven van Ned verandert drastisch wanneer een nieuwe leraar Engels - meneer Sherry - en een nieuwe klasgenoot - Conor Masters - opduiken. Meneer Sherry heeft onmiddellijk door dat Ned zijn opstellen niet meer zijn dan bestaande teksten van muzieknummers, iets wat de vorige leraar nooit had opgemerkt. Meneer Sherry bespreekt dit opstel met de klas en zegt dat men in een opstel moet schrijven over wat men zelf denkt en niet van wat anderen hun mening is. Al snel komt meneer Sherry er achter dat de hele school homofobisch is ingesteld en dat alles voor rugby moet wijken.
Conor Masters is van zijn vorige school weggestuurd omwille van aanhoudende vechtpartijen. Hij wordt door de directie toegelaten, maar enkel en alleen omdat hij een talentvolle flyhalf is en daardoor de rugbyploeg eindelijk de competitie tussen de verschillende scholen kan laten winnen. Tot ontsteltenis van Ned beslist de directie dat Conor in zijn kamer komt inwonen. Ned tracht alle contact te vermijden en bouwt een geïmproviseerde muur in het midden van de kamer. Nadat Conor en Ned er achter komen dat ze beiden van muziek houden, ontstaat er toch een vriendschapsband. Meneer Sherry kan hen overhalen om te repeteren voor een schooloptreden. 
Nadat de rugbyploeg een wedstrijd wint, gaat ze dit vieren, een feestje waaraan Ned ook deelneemt, enkel omdat hij bevriend is met Conor. Wanneer Conor vertrekt, gaat Ned hem achterna. Zo achterhaalt Ned dat Conor een homobar bezoekt en dus homoseksueel is. Zelf beslist hij om de bar niet te betreden. In de bar ziet Conor meneer Sherry kussen met een andere man, maar Sherry zegt dat het een oude Italiaanse vriend is die nogal intiem met iedereen omgaat.
Een andere speler van het rugbyteam heeft vernomen waarom Conor van zijn vorige school werd gestuurd. Ook de rugbycoach vindt dat Conor meer aandacht en tijd moet besteden aan rugby en beter kan optrekken met de teamleden dan met Ned. Omwille van deze chantage daagt Conor niet op tijdens het optreden waardoor Ned alleen op het podium staat. Door zijn onzekerheid en het feit dat hij door zijn enige vriend in de steek wordt gelaten, is zijn act een ramp. Na het optreden zoekt Ned Conor op op een feestje van het rugbyteam, maar daar wordt hij door Conor de rug toegekeerd.
Een boze en gefrustreerde Ned maakt de dag voor de grote rugbyfinale voor de gehele school bekend dat niet hij, maar wel Conor homoseksueel is. Door dit incident wordt Ned geschorst van school. Conor loopt weg waardoor het rugbyteam zonder hem moet spelen. Al snel loopt het team tijdens de wedstrijd een grote achterstand op.
Ned gaat op zoek naar Conor en vindt hem. Hij verontschuldigt zich bij Conor omwille van zijn uitspraken en kan hem overhalen om naar de rugbymatch te gaan waar ze tijdens de pauze arriveren. De coach wil echter niet dat Conor deelneemt. Niet omdat hij te laat is of omdat hij de ploeg in de steek liet, maar wel omdat er geen homoseksuelen in zijn ploeg mogen. De coach tracht de andere spelers tegen Conor op te zetten. Conor bekent dat hij homoseksueel is en dat hij daardoor op zijn vorige school werd gepest waardoor er vechtpartijen ontstonden. Nu wil hij niet langer vluchten en heeft hij zichzelf aanvaard. Uiteindelijk kiest zowat iedereen de kant van Conor, ondanks het dreigement van de coach dat hij de ploeg forfait zal geven, waardoor hij de tweede helft toch kan meespelen.  Dankzij Conor wint de ploeg. Meneer Sherry stelt zijn vriend voor als zijnde zijn vaste partner. In de eindscène leest Ned een opstel voor waarmee hij een prijs won: een relaas van al dit gebeuren vanuit zijn oogpunt en met zijn mening.

## Rolverdeling
| Acteur             | Personage       |
| ------------------ | --------------- |
| Fionn O'Shea       | Ned Roche       |
| Nicholas Galitzine | Conor Masters   |
| Andrew Scott       | Dan Sherry      |
| Moe Dunford        | Pascal O'Keeffe |
| Michael McElhatton | Walter Curly    |
| Ruairi O'Connor    | Weasel          |
| Ardal O'Hanlon     | Donal Roche     |
| Mark Lavery        | Wallace         |
| Jay Duffy          | Victor          |
| Jamie Hallahan     | Spainer         |